# 符騰堡的歐根 (1846年)
符騰堡的歐根（德語：Eugen von Württemberg，1846年8月20日—1877年1月27日），歐根·威廉公爵之子，符騰堡首任國王腓特烈一世之弟歐根·腓特烈的曾孫。

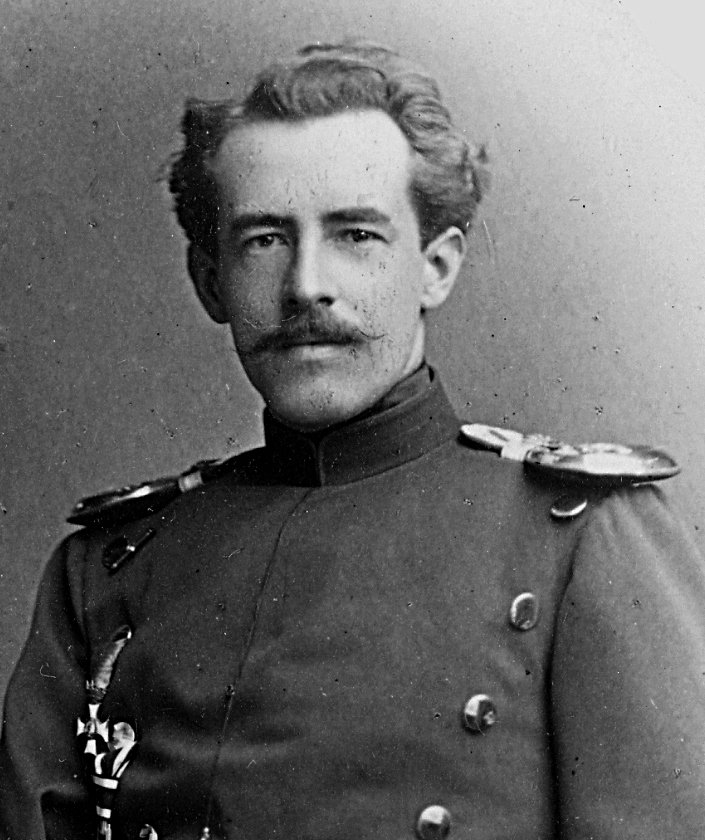
符騰堡的歐根

## 家庭
1874年，歐根與俄羅斯的薇拉·康斯坦丁諾芙娜結婚，兩人有一對雙胞胎女兒：
1. 艾爾莎（1876年—1936年），
2. 奧爾嘉（1876年—1932年）